# Лабош-Гайдук, Леона
Леона Лабош-Гайдук (23 ноября 1935, Шид, ныне Сербия) — русинский педагог, сербско-русинский деятель просвещения.

## Биография
В 1953 году окончила педагогическое училище в г. Шабац, в 1965 году — Белградский университет.
Учительствовала в 1953—1965 годах, в 1965—1973 годах работала советником по образованию в Межмуниципальном учебно-педагогическом институте в г. Зеница в Боснии.
За время работы в педагогическом институте в пгт. Сад (1973—1990) разрабатывала и внедряла программы воспитательной работы для начальной и средней школы в Воеводине, проводила научно-исследовательскую работу в области образования, преподавала на семинарах и курсах повышения квалификации работников образования Воеводины, выступала с докладами на региональных и международных педагогических конференциях, работала профессором и научным руководителем студентов русинского отделения Педагогической академии в г. Сомбор (1981—1985).
Автор статей по вопросам педагогики, опубликованных в периодике и сборниках сербского и русинского языков, а также монографии «Руснацы в Шидзе 1900—1950» (Шид; Нови-Сад, 2010).
В соавторстве с В. Гайдуком опублуковала монографию «Беркасово от Деспотовца к Данас» (2003); упорядочила сборник о общенной, религиозной и культурной жизни русинов в Среме «Руснацы в Шидзе и околних местох» (2007; обе — Шид), написала книгу о выдающихся деятелях из рода Лабош «Цеплосц дилох, жемчуг словох — штверо дияче в културы зоз Шиду с презвиском Лабош» (Нови-Сад, 2015).

## Избранные публикации
- Оцењивање успеха и праћење напредовања ученика. 1981;
- Професионална оријентација ученика основне и средњих школа у САП Војводини. 1987 (в соавт.); * Васпитање за хумане односе међу личностима различитих полова. 1991 (обе — Нови-Сад).